# Radio Kaiseregg
Radio Kaiseregg war ein nichtkommerzielles Lokalradio im Sensebezirk des Kantons Freiburg und Mitglied der UNIKOM. Als Kultur- und Ausbildungsradio leistete Radio Kaiseregg einen wichtigen Beitrag an die Ausbildung von künftigen Medienschaffenden und unterstützte lokale Veranstalter.

## Programm
Das Programm wurde laufend an die Bedürfnisse der Zuhörer angepasst und erweitert. Stand 2009 wurden folgende Sendungen regelmässig ausgestrahlt:
- Fyrabe uf Radio Kaiseregg (Jugendsendung)
- Drachenradio (Sportsendung)
- Schlager WUKO (Musik)
- Fact is (Infosendung)
- Büchertipp (Infosendung)
- Sommerpanorama (Infosendung Sport, Geschichten, Filme und Serien)
- Wir spielen, Sie wünschen (Rätselspass und volkstümliche Musik)
- le hörBar (Musiksendung ab August 2016)

Diverse Kurzbeiträge oder Spezialsendungen rundeten das Programm ab. Während Spezialmonaten konnte Radio Kaiseregg auch über UKW senden. In diesen Zeiträumen wurde das Programm mit weiteren Sendungen ausgebaut und diverse lokale Veranstaltungen wurden live übertragen.

## Geschichte
Radio Kaiseregg wurde im Juni 2001 gegründet. Ziel war es, ein frisches und dynamisches Radioprogramm für den deutschsprachigen Teil des Kantons Freiburg zu schaffen. Nach dem Erhalt der 1. Kurzveranstaltungskonzession des Bundesamts für Kommunikation (30 Sendetage bis Ende 2002) ging Radio Kaiseregg am 26. Oktober 2002 zum ersten Mal auf Sendung. Bis Ende Jahr wurde jedes Wochenende jeweils samstags und sonntags aus dem Studio in Schwarzsee gesendet.
Im Jahr 2003 folgten technische und personelle Erweiterungen. Der neue Senderstandort in Guggisberg sorgte für bessere Empfangsqualität und grössere Reichweite. Radio Kaiseregg konnte von |Schwarzsee über Tafers, Wünnewil bis Schwarzenburg empfangen werden. Das Country-Night Schwarzsee wurde erstmals als Liveübertragung gesendet.
Ab Juni 2004 war Radio Kaiseregg während 30 Samstagen bis Ende Jahr auf Sendung – diesmal jedoch nur samstags. Inzwischen wuchs das Team auf 16 Volontäre an. Das Radio war an diversen Veranstaltungen anwesend, die jeweils live übertragen wurden.
Im April 2005 hat das Departement für Umwelt, Verkehr, Energie und Kommunikation (UVEK) dem Lokalsender die Dauerkonzession für den Kabelbetrieb erteilt. Das Team wuchs auf 23 Volontäre an. Sämtliche Sendungsinhalte wurden überarbeitet und mit viel Idealismus weiter ausgebaut. Seit Anfang Juni 2005 sendet Radio Kaiseregg nun während 24 Stunden an 7 Tagen wöchentlich.
Der Sendebetrieb blieb während zwei Jahren ohne grössere Neuerungen aufrechterhalten. Im März 2008 wurde eine neue Geschäftsleitung aus sechs langjährigen Teammitgliedern gebildet. Der Neustart im Juni 2008 brachte dem Sender ein neues Erscheinungsbild und ein neues Programm: Die Schwerpunkte liegen nicht mehr am Wochenende, stattdessen werden viele Inhalte abends unter der Woche ausgestrahlt und jeweils am folgenden Morgen wiederholt.
Die fast einjährige Suche nach einem neuen Studiostandort konnte Ende Mai 2009 abgeschlossen werden: Nach einigen Umbauarbeiten und dem Umzug der Infrastruktur wurde im August das neue Studio in Tafers eröffnet. Am neuen Standort ist Radio Kaiseregg auch für Studiogäste einfacher erreichbar. Das Studio in Schwarzsee bleibt für Spezialsendungen und Ausbildungszwecke weiterhin erhalten.
Im Jahre 2011 wurde nebst einer wöchentlichen Sportsendung ist Radio Kaiseregg mit dem Format „Drachenradio“ neu auch als Gottéron-Fanradio präsent. In einer ersten Phase werden die Auswärtsspiele (ab 18. September) von Gottéron-Fans live begleitet und kommentiert.
Per 31. August 2024 wurde der Sendebetrieb eingestellt.